# Jean Cocteau
Jean Maurice Eugène Clément Cocteau (Maisons-Laffitte, 5 juli 1889 – Milly-la-Forêt, 11 oktober 1963) was een Frans dichter, romanschrijver, toneelschrijver, ontwerper en filmmaker.
Alhoewel Cocteau op meerdere terreinen actief was, vond hij dat hij in de eerste plaats dichter was en dat al zijn werk poëzie was, of het nu een roman, een film, een toneelstuk of een schilderij betrof. Cocteau was een van de belangrijkste personen binnen het surrealisme. Zijn werk was van grote invloed op vele artiesten, onder wie de bekende Les Six-componisten. Zijn bekendste werken zijn het boek Les Enfants terribles (1929), het toneelstuk Les parents terribles en de film La Belle et la Bête (1946).

## Biografie

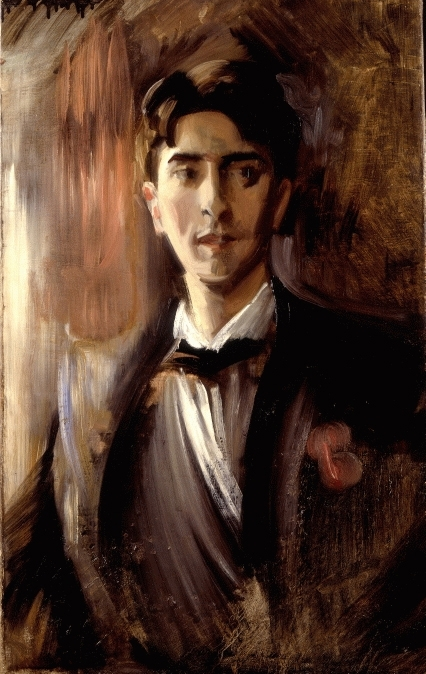
Portret van Cocteau gemaakt door Federico de Madrazo de Ochoa

Cocteau werd in 1889 geboren in een burgerlijk gezin. Vanaf 1908 was hij een veel geziene gast in artistieke kringen. In 1911 schreef hij het libretto voor Le dieu bleu, een ballet van de Ballets Russes. In 1917 kwam Parade uit, een avant-gardeballet van Cocteau, waarvoor onder anderen Pablo Picasso de decorstukken en de kostuums ontwierp en Erik Satie de muziek componeerde. In het programmaboekje van Guillaume Apollinaire werd, om het ballet te beschrijven, voor het eerst het woord surréaliste gebruikt.
Het ballet was geen groot succes, maar vestigde wel de naam van Cocteau in de avant-garde van Parijs.
In 1920 kreeg Cocteau een relatie met de aankomende schrijver Raymond Radiguet, destijds 17 jaar oud. Cocteau was openlijk biseksueel. Nadat Radiguet Le Diable au corps uitbracht, volgde een periode van productiviteit voor Cocteau. Deze stopte in 1923, toen Radiguet overleed aan buiktyfus. Cocteau raakte in de periode daarna verslaafd aan opium.
In 1926 bracht hij "Le rappel à l'ordre" uit, een boek met essays dat de hernieuwde interesse voor tradities in de periode na de Eerste Wereldoorlog beschrijft. De naam van de kunstbeweging "Retour à l'ordre" is hier waarschijnlijk van afgeleid. Deze beweging was een reactie op de oorlog en zette zich af tegen de radicale avant-garde van de jaren tot 1917. In plaats daarvan haalde zij inspiratie uit de klassieke en traditionele kunst.
In 1929 schreef Cocteau zijn bekendste werk, Les Enfants terribles, en maakte hij zijn eerste film, Le Sang d'un Poète. Hierna maakte hij minder controversiële stukken en schreef hij toneelstukken voor de gevestigde orde. Hij kreeg een relatie met de Franse acteur Jean Marais en gaf hem een rol in zijn toneelstuk Les Parents Terribles.
In de jaren dertig ontwierp Cocteau zijn eerste sieraden voor modeontwerpers als Elsa Schiaparelli en Coco Chanel. Ook stortte hij zich op de vervaardiging van keramiek.
Vanaf de jaren veertig maakte Cocteau, onder invloed van Marais, weer films, waaronder La Belle et la Bête (Belle en het Beest), gebaseerd op het bekende kinderverhaal van Jeanne-Marie Leprince de Beaumont. Ook schreef hij in 1940 de uiterst succesvolle eenakter Le Bel Indifférent voor Édith Piaf, met wie hij zeer bevriend was. In 1949 maakte hij zijn belangrijkste film, Orphée, gebaseerd op zijn eigen stuk uit 1926.
In 1955 werd hij lid van de Académie française en de Académie royale de langue et de littérature françaises de Belgique. Ook kreeg hij het Franse Legioen van Eer uitgereikt.
Cocteau overleed op 74-jarige leeftijd. De dag daarvóór - 10 oktober 1963 - was Édith Piaf overleden.
Het huis van Cocteau in Milly-la-Forêt is aangekocht door de overheid, op initiatief van een comité dat de herinnering aan hem levend wil houden. Het is in 2010 in gebruik genomen als Cocteau-museum.

## Werk in openbare collecties (selectie)
- Stedelijk Museum 's-Hertogenbosch